# George Metesky
George Peter Metesky (2 novembre 1903 au Connecticut - 23 mai 1994 à Waterbury, Connecticut), plus connu par le surnom Mad Bomber, est un poseur de bombe de New York : durant 16 ans, de 1940 à 1957, il installe des explosifs qu'il cachait un peu partout : cinéma, métro, ou encore bibliothèques. Il souhaitait se venger contre son ex-employeur, la Consolidated Edison, qui l'avait renvoyé. Il fait 15 blessés, et est arrêté en 1957. Il est diagnostiqué schizophrène, et est interné jusqu'à décembre 1973, avant d'être libéré, n'ayant pas été condamné initialement, du fait du diagnostic psychiatrique.

## L'accident de sa vie
Le 5 septembre 1931, l'employé modèle George Metesky se fait renverser par une fuite de gaz sous pression. Les médecins ne trouvent aucune blessure apparente alors que Metesky se plaint de maux de tête et d'autres symptômes. La Consolidated Edison (Con. Ed.) lui paye plusieurs mois d'arrêt maladie avant qu'il reprenne le travail. Puis, à la suite de plusieurs absences, il est renvoyé. Après avoir vu sa plainte refusée en 1937 contre la Con. Ed., il fabrique plusieurs bombes : la première est placée sur une fenêtre de son ex-entreprise le 18 novembre 1940. Elle n'explosera pas. Au total, il posera 33 bombes dont 22 explosèrent, blessant 15 personnes.
Après son arrestation à son domicile de Waterbury (Connecticut), où il vivait avec ses deux sœurs célibataires, le 21 janvier 1957 par des hommes du New York City Police Department, on diagnostiqua une schizophrénie. Son arrestation est permise grâce à des indices trouvés dans des courriers envoyés à plusieurs journaux américains. 
Sans que son travail ne permette son arrestation, le docteur James A. Brussel fit un profilage criminel qui se révéla exact : un homme, d'origine slave, ayant un profond ressentiment contre Edison, âgé entre quarante et cinquante ans, célibataire, insociable pas antisocial, mécanicien habile, égocentrique, vivant avec une ou plusieurs femmes, mais pas avec sa mère, portant un costume croisé avec doubles boutons,.
Lors de son arrestation, George Metesky était très malade. Le juge Leibowitz, qui a ordonné son transfert de la prison à l'hôpital, déclare : « Cet homme n'a plus que quelques semaines à vivre. Il est incurable. Il est fou. Qui ne serait pas ému par son destin ? » George Metesky est mis dans le pavillon des tuberculeux du centre hospitalier car il souffre d'hémorragies pulmonaires incessantes.
Il est relâché le 13 décembre 1973 et termine ses jours à Waterbury dans le Connecticut.